# Kahramanmaraş Büyükşehir Belediyespor
Kahramanmaraş Büyükşehir Belediyespor oder kurz Kahramanmaraş BB bzw. Kahramanmaraş BBSK ist ein türkischer Sportverein aus der osttürkischen Stadt Kahramanmaraş in der gleichnamigen Provinz Kahramanmaraş und wurde 1976 als Betriebssportverein der Stadtverwaltung gegründet. Der Verein pflegt gute Beziehungen zu Kahramanmaraşspor, wodurch beide Vereine sich gegenseitig Spieler zu günstigen Konditionen abgeben. Am bekanntesten ist Kahramanmaraş BB für seine Fußballabteilung, nebenbei betreibt der Verein auch weitere Abteilungen im Volleyball und im Ringen. Nachdem die Provinz Kahramanmaraş 2013 den Status einer Büyükşehir Belediyesi (dt.: „Großstadtverwaltung“) erhalten hatte, änderte auch der Verein seinen bisherigen Namen von Kahramanmaraş Belediyespor (dt.: Sportverein der Stadtverwaltung Kahramanmaraş) in Kahramanmaraş Büyükşehir Belediyespor (dt.: Sportverein der Großstadtverwaltung Kahramanmaraş) um.

## Geschichte

### Gründung und die ersten Jahre
Der Verein wurde 1976 als Betriebssportverein der Stadtverwaltung der Stadt Kahramanmaraş gegründet. Nach der Vereinsgründung nahm der Verein an der untersten regionalen Amateurliga teil und arbeitete sich sukzessiv in die höheren türkischen Amateurligen hoch ehe man in den 2000er Jahren den Aufstieg in die höchste türkische Amateurliga, in die Bölgesel Amatör Lig (BAL), erreichte.

### Neuzeit
In der BAL-Saison 2011/12 erreichte der Verein unter Führung des Trainers Fethi Çokkeser die Meisterschaft der Liga und stieg das erste Mal in der Vereinsgeschichte in die TFF 3. Lig auf. Damit erreichte der Verein auch die erste Teilnahme am türkischen Profifußball. In seiner ersten Viertligasaison, der TFF 3. Lig 2012/13, erreichte der Verein die Playoffs. In den Playoffs schied man im Halbfinale gegen Darıca Gençlerbirliği und verpasste so den Aufstieg in die TFF 2. Lig.
Zur Spielzeit 2013/14 änderte der Verein seinen Namen entsprechend dem neuen Verwaltungsstatus der Provinz Kahramanmaraş. In der Saison 2015/16 verfehlte der Verein den Klassenerhalt in der TFF 3. Lig und stieg in die Amateurliga ab.

## Ligazugehörigkeit
- 2. Liga: -
- 3. Liga: -
- 4. Liga: 2012–2016
- Amateurliga: bis 2012, seit 2016

## Trainer (Auswahl)
- Recep Aydemir